# شارع الخليج العربي (الكويت)

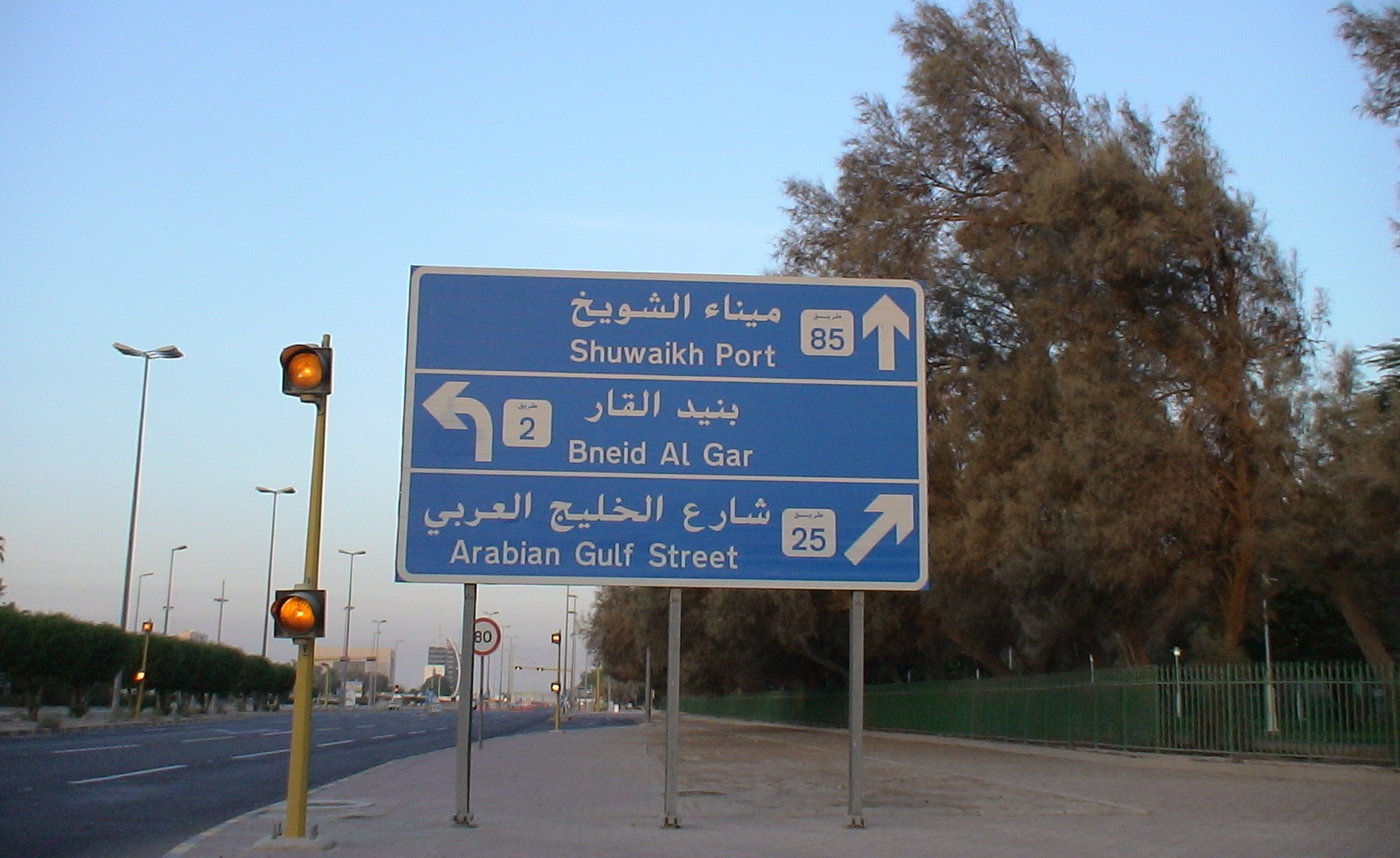
لافتة ارشادية بمدينة الكويت

شارع الخليج العربي طريق ساحلي على بحر الخليج العربي يعد من أشهر طرق السياحية في دولة الكويت. ويربط الطريق ما بين العاصمة الكويتية ومدينة السالمية. حيث يبدأ من مؤسسة البترول الكويتية - وزارة النفط في مدينة الكويت حتى نهاية التقاطع عند المركز العلمي في منطقة السالمية.
يطل شارع الخليج على العديد من معالم الكويت منها: قصر دسمان، قصر السيف، مجلس الأمة، أبراج الكويت، سوق شرق، مارينا مول، المركز العلمي، المنتزه المائي أكوابارك، الجزيرة الخضراء، السفارة البريطانية والإسبانية والسويسرية وعدة سفارات أخرى.
ويطل شارع الخليج أيضا على عدة مطاعم مشهورة منها : فرايديز، تشيليز، سلايدر، آبل بيز، مطعم برج الحمام.
كما يطل أيضا على أكبر مسجد في الكويت وهو المسجد الكبير.